# Tinqueux
Tinqueux est une commune française, située dans le département de la Marne en région Grand Est. Elle fait partie de la communauté urbaine du Grand Reims Reims Métropole. Ses habitants sont appelés les Aquatintiens.
Les villes environnantes sont Reims, Saint-Brice-Courcelles, Bezannes, Ormes et Thillois.

## Géographie

### Communes limitrophes
| Champigny |          |       |
| Thillois  | Tinqueux | Reims |
| Ormes     | Bezannes |       |

### Hydrographie

#### Réseau hydrographique
La commune est dans la région hydrographique « la Seine du confluent de l'Oise (inclus) à l'embouchure » au sein du bassin Seine-Normandie. Elle est drainée par la Vesle et la Muire,.
La Vesle, d'une longueur de 139 km, prend sa source dans la commune de Somme-Vesle et se jette  dans l'Aisne à Ciry-Salsogne, après avoir traversé 52 communes. 

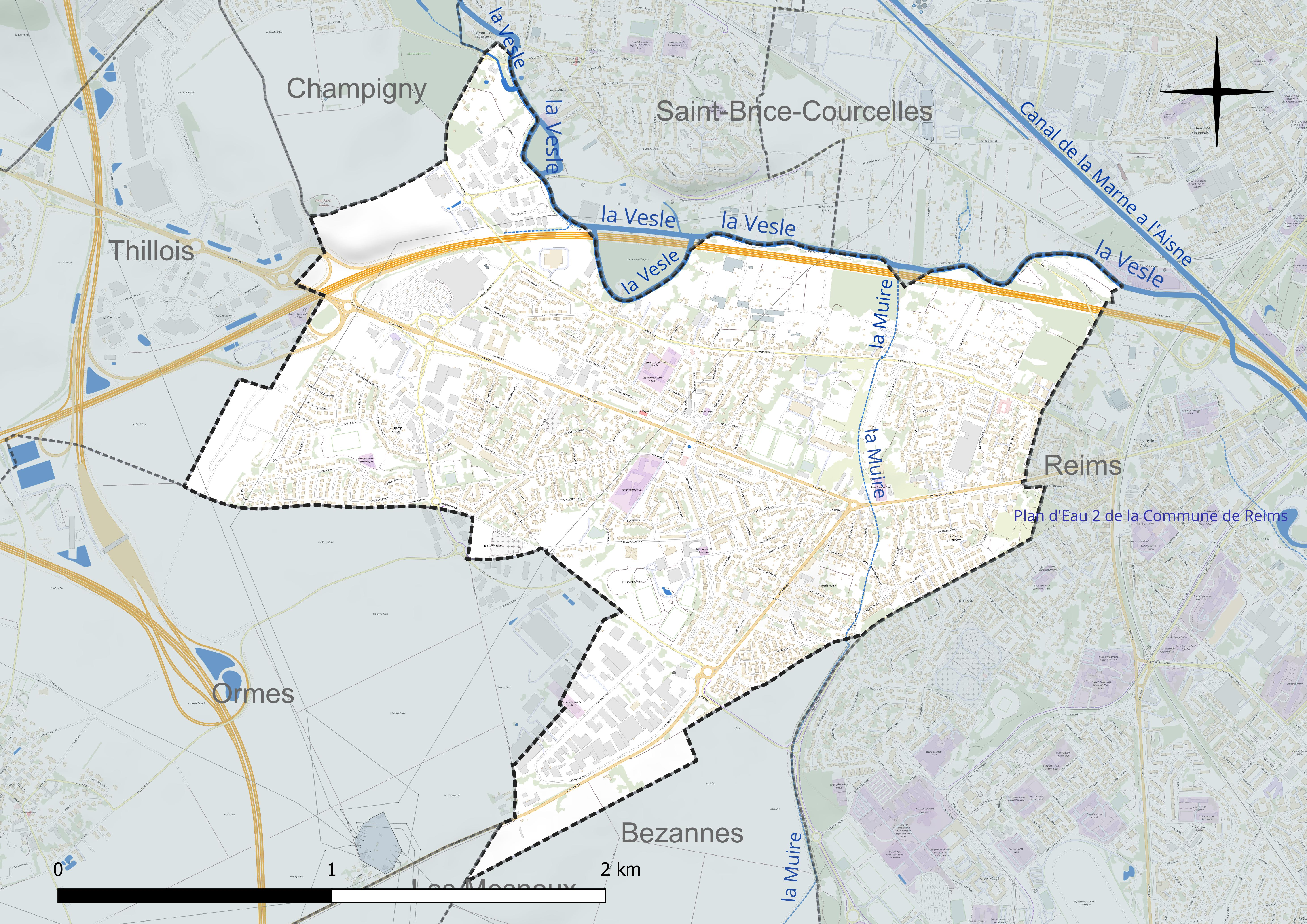
Réseau hydrographique de Tinqueux.

#### Gestion et qualité des eaux
Le territoire communal est couvert par le schéma d'aménagement et de gestion des eaux (SAGE) « Aisne Vesle Suippe ». Ce document de planification, dont le territoire s’étend sur 3 096 km2 répartis sur trois départements (Aisne, Marne et Ardennes) et deux régions (Champagne-Ardenne et Picardie), a été approuvé le 16 décembre 2013. La structure porteuse de l'élaboration et de la mise en œuvre est le Syndicat d’aménagement des bassins Aisne Vesle Suippe (SIABAVES). 
La qualité des cours d’eau peut être consultée sur un site dédié géré par les agences de l’eau et l’Agence française pour la biodiversité. 

### Climat
Pour des articles plus généraux, voir Climat du Grand Est et Climat de la Marne.
En 2010, le climat de la commune est de type climat océanique dégradé des plaines du Centre et du Nord, selon une étude du Centre national de la recherche scientifique s'appuyant sur une série de données couvrant la période 1971-2000. En 2020, Météo-France publie une typologie des climats de la France métropolitaine dans laquelle la commune est exposée à un climat océanique altéré et est dans la région climatique  Nord-est du bassin Parisien, caractérisée par un ensoleillement médiocre, une pluviométrie moyenne régulièrement répartie au cours de l’année et un hiver froid (3 °C). 
Pour la période 1971-2000, la température annuelle moyenne est de 10,4 °C, avec une amplitude thermique annuelle de 15,7 °C. Le cumul annuel moyen de précipitations est de 671 mm, avec 10,6 jours de précipitations en janvier et 8,3 jours en juillet. Pour la période 1991-2020, la température moyenne annuelle observée sur la station météorologique de Météo-France la plus proche, « Chambrecy-Civc », sur la commune de Chambrecy à 14 km à vol d'oiseau, est de 10,7 °C et le cumul annuel moyen de précipitations est de 734,0 mm. 
La température maximale relevée sur cette station est de 40,3 °C, atteinte le 25 juillet 2019 ; la température minimale est de −22,1 °C, atteinte le 17 janvier 1985,,. 
Les paramètres climatiques de la commune ont été estimés pour le milieu du siècle (2041-2070) selon différents scénarios d'émission de gaz à effet de serre à partir des nouvelles projections climatiques de référence DRIAS-2020. Ils sont consultables sur un site dédié publié par Météo-France en novembre 2022.

### Pollution
▼ Évolution de la qualité de l'air (source : ATMO[réf. incomplète] / mesuré à Tinqueux-Barbusse).
|                | périodes/indices | 1 | 2 | 3 | 4 | 5 | 6 | 7 | 8 | 9 | 10 |
| -------------- | ---------------- | - | - | - | - | - | - | - | - | - | -- |
| octobre 2005   |                  |   | M |   |   |   |   |   |   |   |    |
| décembre 2005  |                  | M |   |   |   |   |   |   |   |   |    |
| février 2006   |                  |   | M |   |   |   |   |   |   |   |    |
| mars 2006      |                  |   | M |   |   |   |   |   |   |   |    |
| avril 2006     |                  |   |   | M |   |   |   |   |   |   |    |
| septembre 2006 |                  |   | M |   |   |   |   |   |   |   |    |
| octobre 2006   |                  |   | M |   |   |   |   |   |   |   |    |
| décembre 2006  |                  |   | M |   |   |   |   |   |   |   |    |

(M = moyenne mensuelle)

## Urbanisme

### Typologie
Au 1er janvier 2024, Tinqueux est catégorisée grand centre urbain, selon la nouvelle grille communale de densité à sept niveaux définie par l'Insee en 2022.
Elle appartient à l'unité urbaine de Reims, une agglomération intra-départementale regroupant neuf  communes, dont elle est une commune de la banlieue,,. Par ailleurs la commune fait partie de l'aire d'attraction de Reims, dont elle est une commune du pôle principal,. Cette aire, qui regroupe 294 communes, est catégorisée dans les aires de 200 000 à moins de 700 000 habitants,.

### Occupation des sols
L'occupation des sols de la commune, telle qu'elle ressort de la base de données européenne d’occupation biophysique des sols Corine Land Cover (CLC), est marquée par l'importance des territoires artificialisés (88,9 % en 2018), en augmentation par rapport à 1990 (67,1 %). La répartition détaillée en 2018 est la suivante : 
zones urbanisées (63 %), zones industrielles ou commerciales et réseaux de communication (18,1 %), terres arables (9,2 %), espaces verts artificialisés, non agricoles (7,9 %), zones agricoles hétérogènes (1,9 %). L'évolution de l’occupation des sols de la commune et de ses infrastructures peut être observée sur les différentes représentations cartographiques du territoire : la carte de Cassini (XVIIIe siècle), la carte d'état-major (1820-1866) et les cartes ou photos aériennes de l'IGN pour la période actuelle (1950 à aujourd'hui).

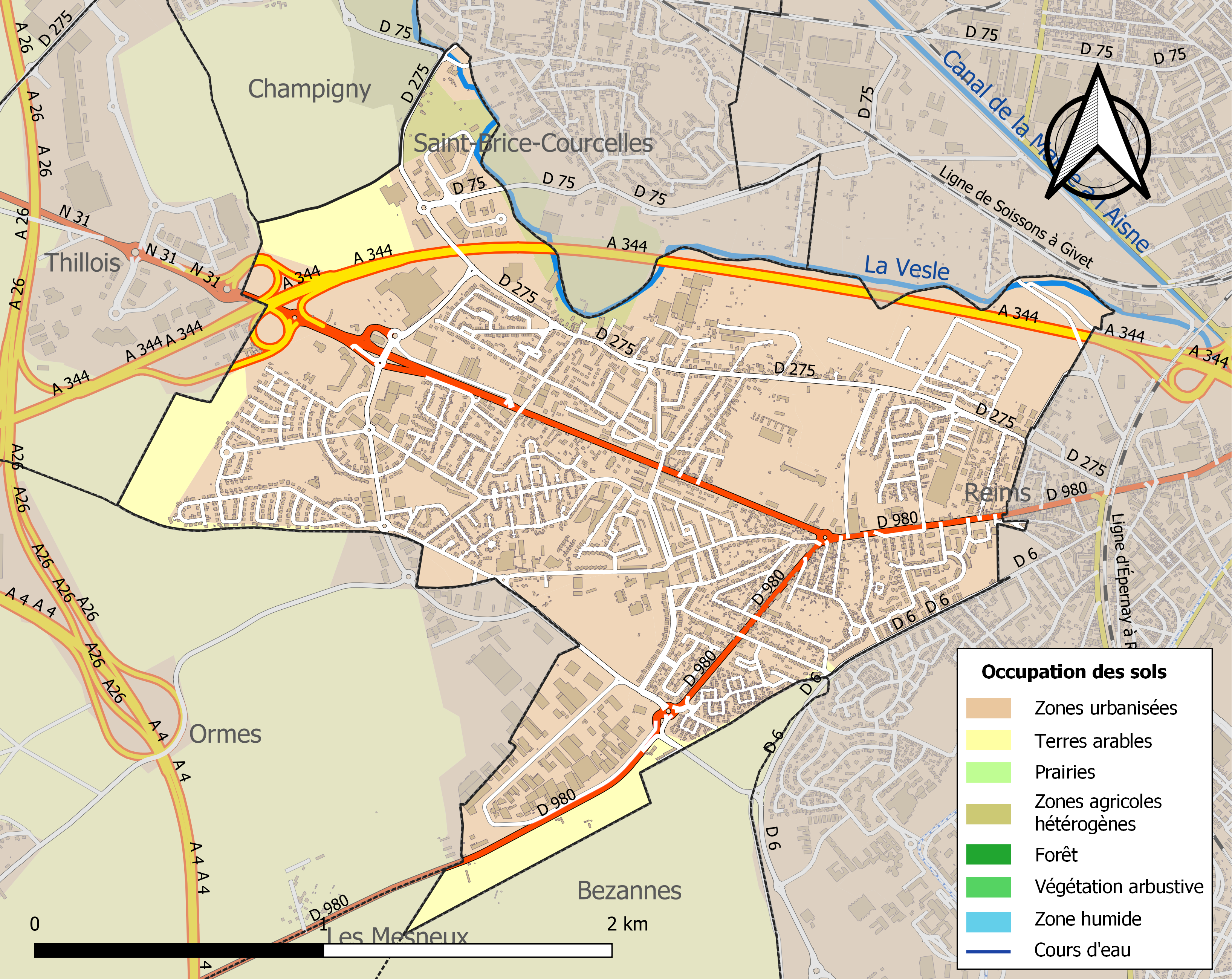
Carte des infrastructures et de l'occupation des sols de la commune en 2018 (CLC).

### Transports
La ville est desservie par le réseau de transports en commun de l'agglomération CITURA grâce aux lignes :
- bus    1  (Ccial Cernay ↔ Tinqueux Boutréaux) (certaines dessertes sont prolongées de Tinqueux Boutréaux à Champigny Croix Blanche via Thillois) ;
- bus    8  (Tinqueux Champ Paveau ↔ Bétheny La Couturelle) ;
- bus  13  (Gare Champagne TGV ↔ Saint-Brice Courcelles - Mairie) ;
- bus  30  (Thillois - Millésime ↔ Moulin de la Housse) (ligne de soirée).

Par la route, la commune est desservie par :
- l'autoroute A4 A4 E 25 E 50 reliant Paris à Strasbourg via la sortie  22 Reims - Tinqueux ;
- la route nationale 31 N 31 reliant Rouen à Reims via la sortie  Tinqueux ;
- la route départementale 980 D 980 reliant Dormans à Reims via la sortie  Tinqueux.

## Toponymie
Le nom de la localité est attesté sous les formes Tancauda (975) ; Tendecaudæ (commencement du XIe siècle) ; Tendens Caudam (vers 1068) ; Taincol (1198) ; Taincauda (1224) ; Tainqueue (1225) ; Tainkeu (1225) ; Tincoe (1254) ; Tainkeue (vers 1260) ; Tanqueue (1281) ; Tancquex (commencement du XIVe siècle) ; Tainqueut (1324) ; Tainquex (1328) ; Tencauda (1443) ; Tainqueux (1522) ; Taincqueulx (1560) ; Tinqueulx (1571).

De nos jours, seule la dénomination des habitants reste encore proche du terme d’origine, le temps et les dialectes ayant progressivement transformé le nom de la ville.

On utilise également l'abréviation TQX pour désigner la ville, mais uniquement pour l'écrit. La proximité avec la ville de Reims, largement plus importante par la population et la taille, amène à considérer Tinqueux comme un quartier de Reims. Ainsi, certaines entreprises et organisations se désignent comme étant situées à Reims - Tinqueux[réf. nécessaire].

## Histoire

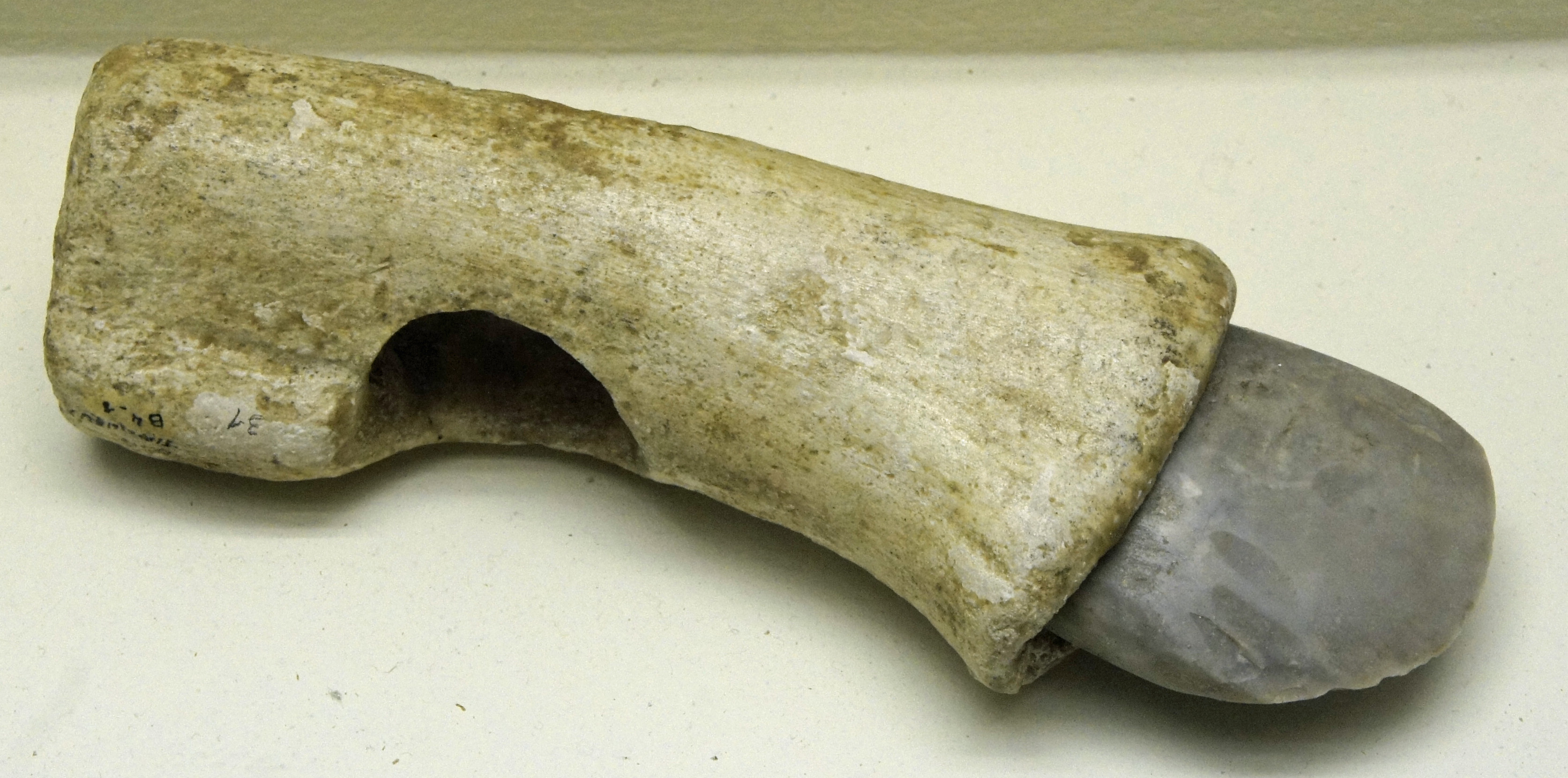
Hache de l'Hypogée de l'Homme-mort, Musée Saint-Remi.

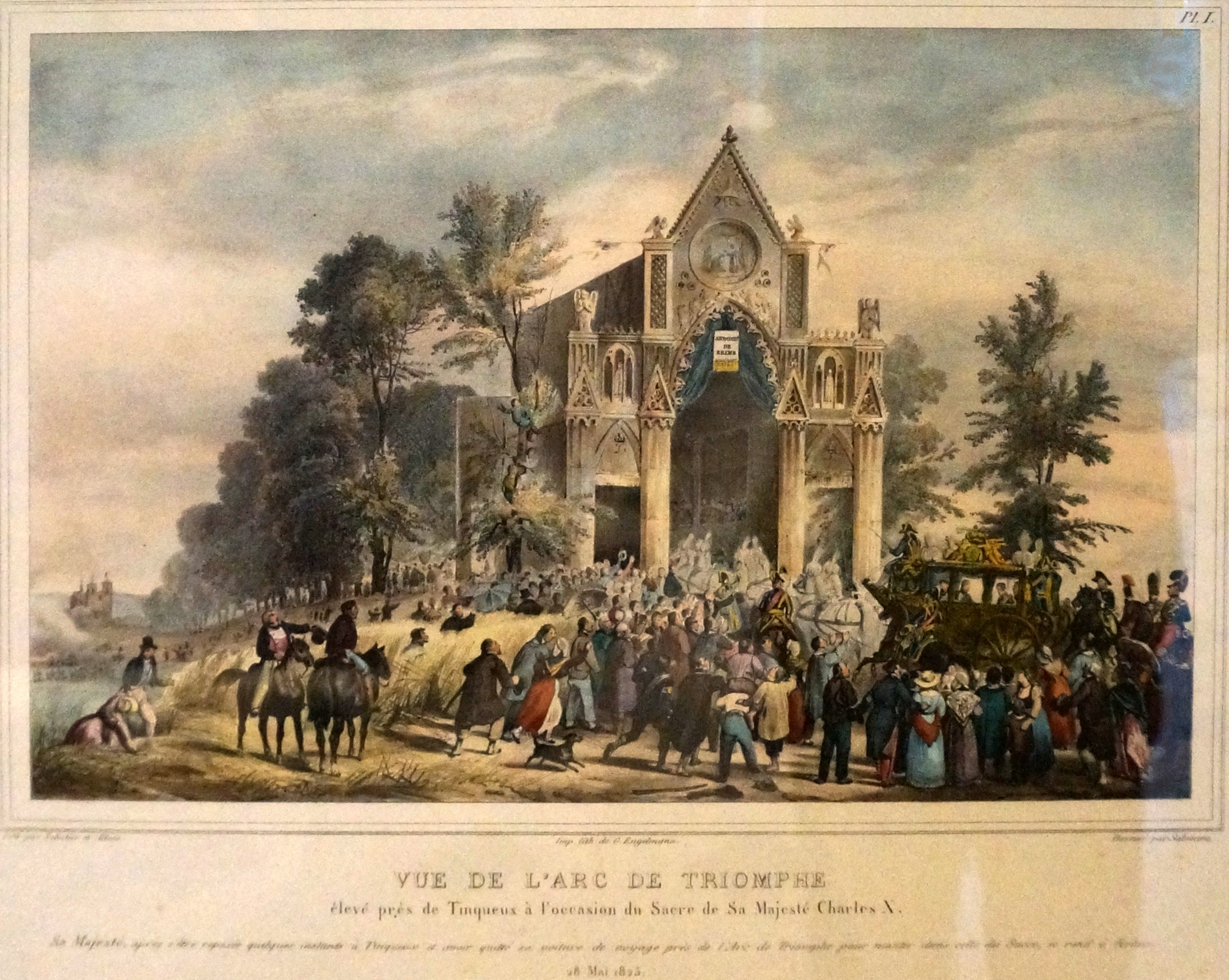
Exemple d'accueil lors du passage de Charles X pour son sacre.

Les premières traces d’occupation humaine à Tinqueux remontent à l’âge néolithique, sur un site qui servait alors de cimetière. Ceci fut découvert par les fouilles préventives durant la construction du quartier Champ Paveau dans les années 1980.
Durant l'époque gallo-romaine, la ville n’est qu’un petit regroupement de fermes sur la voie romaine prolongeant l'axe est-ouest (decumanus) de la grande cité voisine de Durocortorum (Reims).
Les archives publiques font mention de Tinqueux pour la première fois en 975, la commune appartenait au seigneur Manasses.
Au XIIe siècle, Tinqueux appartient au comte de Champagne, puis en 1789, à l'abbaye Saint-Denis de Reims.
Située en bordure de Reims, la ville voit passer les rois de France lors de leur sacre.
XIXe siècle

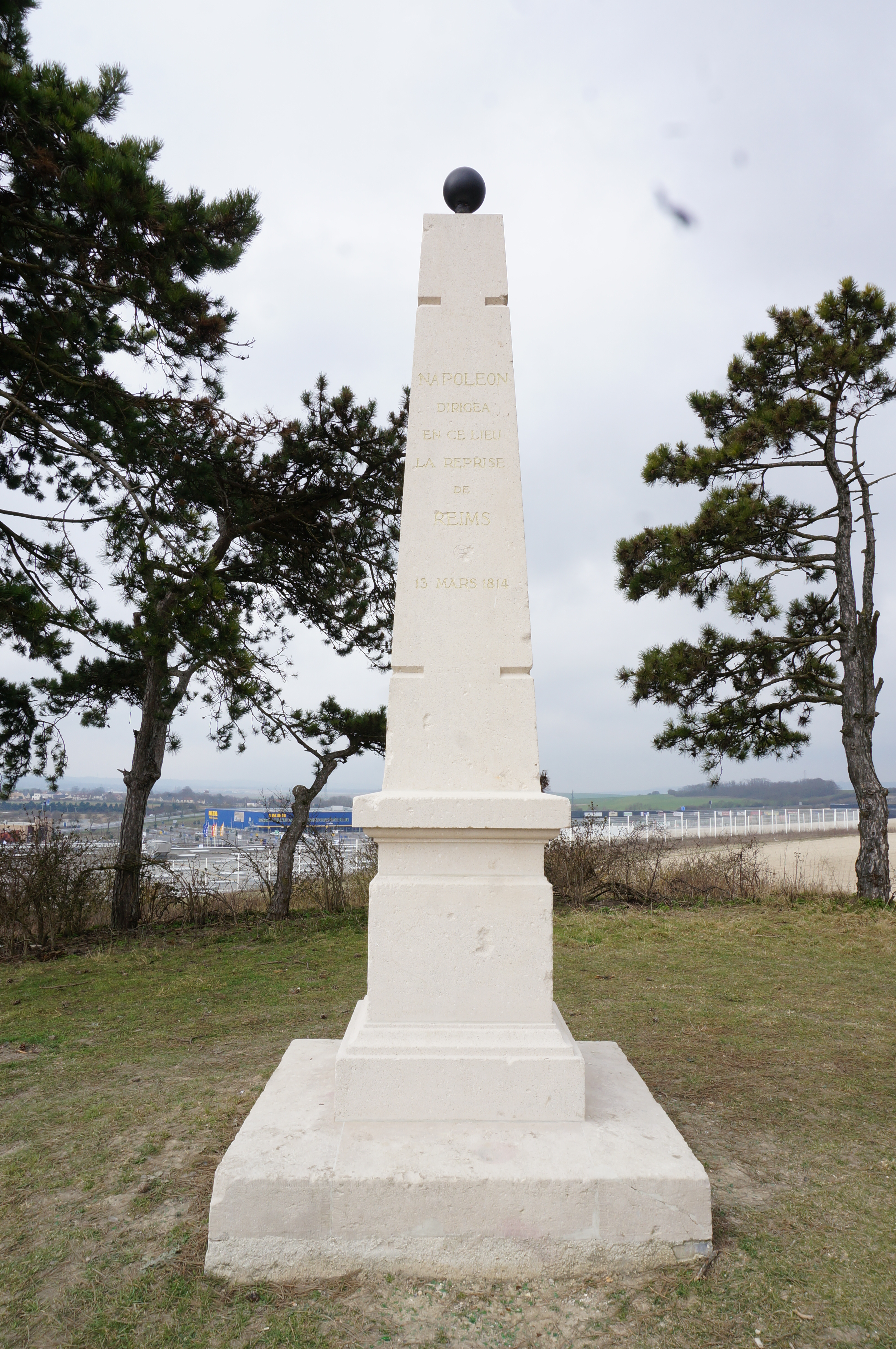
Mont Saint-Pierre.

À la fin de l'épopée napoléonienne, la commune subit les ravages de la guerre lors de la bataille de Reims (1814), un mémorial se situe au Mont-Saint-Pierre.
Ensuite, elle profite des effets de la révolution industrielle de la deuxième moitié du XIXe siècle avec l'installation d'industries.
Première Guerre mondiale

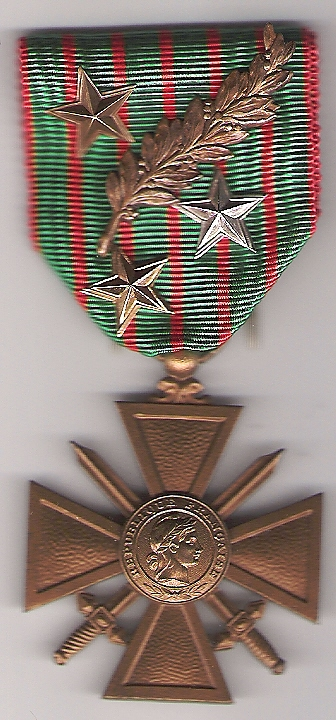
Croix de guerre 1914-1918 : 30 mai 1921.

La Première Guerre mondiale (1914-1918) réduit le village en ruines. En 1920, on ne comptait plus que 20 maisons.
Il a été décoré de la Croix de guerre 1914-1918 le 30 mai 1921.
.
L'entre-deux-guerres

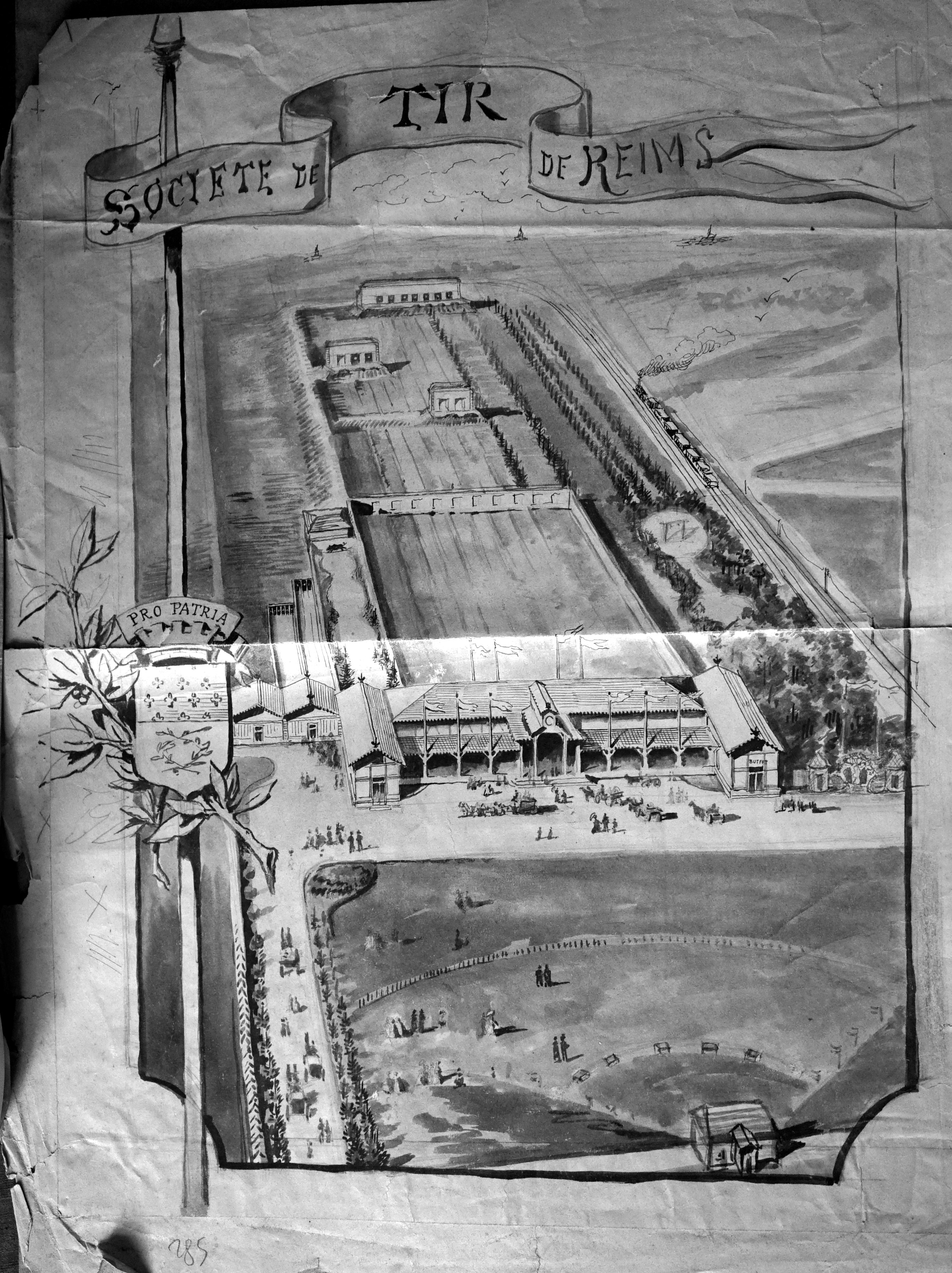
Bâtiment construit pour les épreuves du Tir aux Jeux olympiques d'été de 1924.

Durant l'entre-deux-guerres (1918-1939), la reconstruction permet une modernisation des infrastructures : réseau d'eau potable, assainissement, alignement, construction de la mairie, de l'église Saint-Pierre et de quatre lotissements.
Seconde Guerre mondiale
Un fait marquant de la Seconde Guerre mondiale fut l'arrestation et la déportation vers le camp de Drancy puis vers Auschwitz, des 14 membres de la famille Schwartzmann, seule famille juive de la ville. Ils sont arrêtés lors de la rafle du 27 janvier 1944 à leur domicile au 7 rue Jean-Gutenberg, la plus jeune des enfants n'avait pas atteint l'âge d'un an. Ce funeste épisode en fit la plus nombreuse famille déportée de France en raison de son appartenance à la communauté juive, celle-ci dénoncée quelques mois plus tôt par un représentant de la section rémoise du Parti populaire français. Seules survivront les deux sœurs aînées, le grand frère n'ayant pas été déporté car il était emprisonné en Espagne pour avoir cherché à rallier la France libre. La rue Jean-Gutenberg, là où vivait la famille, fut rebaptisée rue famille Schwartzmann en 1983 en leur mémoire.
Après la Seconde Guerre mondiale (1939-1945), Tinqueux bénéficia de l'élan d'une seconde reconstruction, se développant rapidement autour de ses nouveaux quartiers résidentiels. Actuellement, Tinqueux est la 5e plus grande ville de la Marne.

## Politique et administration

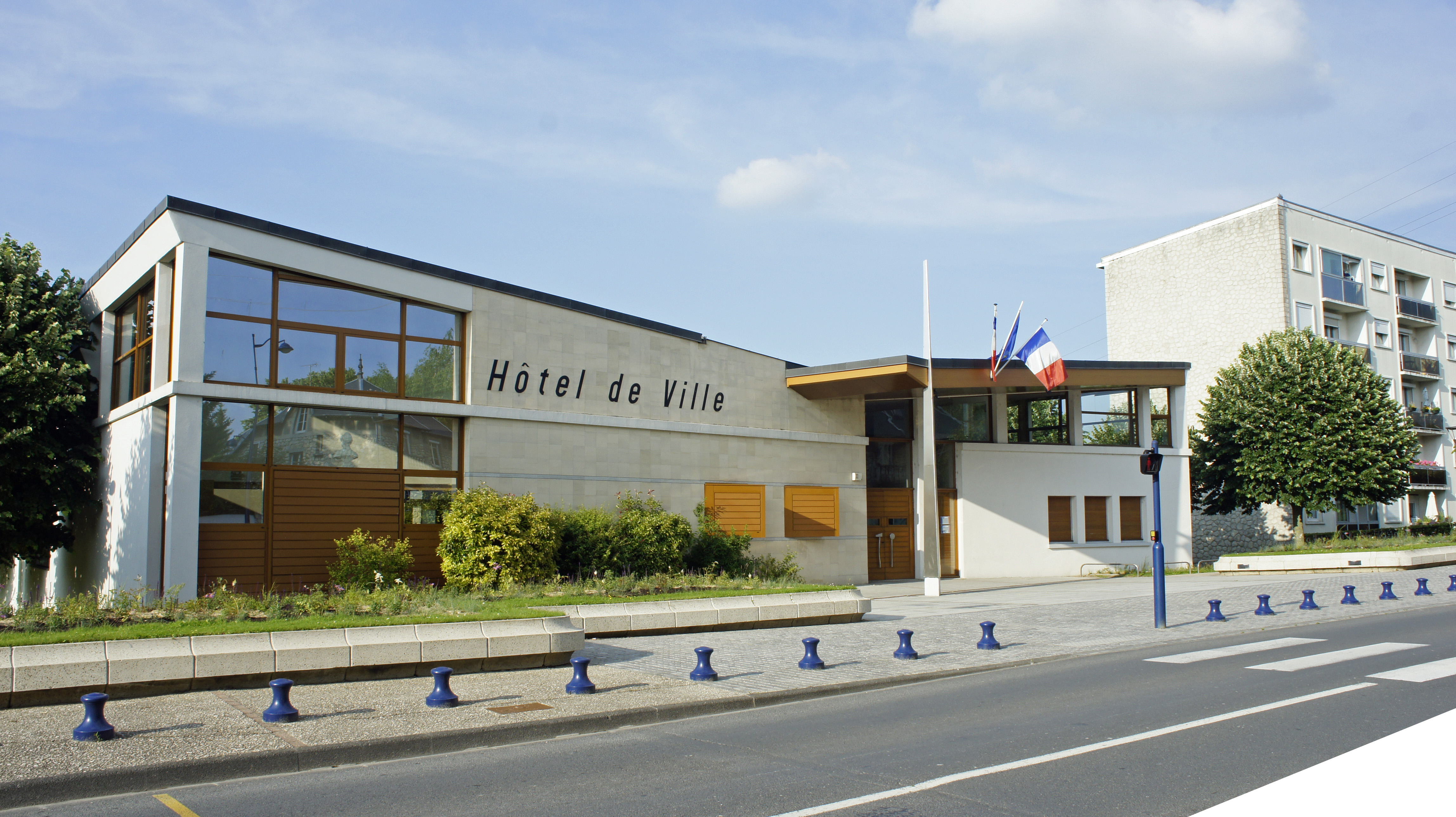
Vue de la mairie.

### Rattachements administratifs et électoraux
La commune se trouve depuis 1926 dans l'arrondissement de Reims du département de la Marne. Pour l'élection des députés, elle fait partie depuis 2010 de la deuxième circonscription de la Marne.
Elle fit partie de 1793 à 1801 du canton de Saint-Brice, avant d'intégrer cette année-là le canton de Reims-1. Dans le cadre du redécoupage cantonal de 2014 en France, la ville fait désormais partie du canton de Reims-4.

### Intercommunalité
La commune était membre fondateur du district de Reims, créé par arrêté préfectoral du 10 juin 1964.
Celui-ci se transforma le 1er janvier 2002 en communauté de communes de l'agglomération de Reims (CCAR), qui se transforma en 2004 en communauté d'agglomération sous le nom de communauté d'agglomération de Reims (CAR) puis de Reims Métropole.
Dans le cadre des prescriptions de la loi MAPAM de 2014, qui prescrit l'achèvement et la rationalisation de la carte intercommunale, Reims Métropole fusionne avec la communauté de communes de Taissy et intègre 3 autres communes, créant le 1er janvier 2013 « Reims Métropole », qui regroupait 16 communes.
Celle-ci fusionne à nouveau avec d'autres intercommunalités, formant, depuis le 1er janvier 2017, la communauté urbaine du Grand Reims regroupant 143 communes, dont Tinqueux.

### Politique locale
Le 23 mars 2014, la liste de Jean-Pierre Fortuné remporte l'élection municipale dès le premier tour, avec 81,71 % des voix.
Démis de ses fonctions par le Tribunal Administratif en raison d'irrégularités dans ses comptes de campagne, et déclaré inéligible pour une période de trois mois, il est remplacé au poste de maire par Maurice Benoist à l'issue du conseil municipal du 16 mars 2015.
Toutefois, à la suite de 18 démissions de conseillers municipaux, le préfet organise de nouvelles élections municipales le 30 août 2015, qui voient la victoire de la liste conduite par Jean-Pierre Fortuné (1948 voix, 63,21 % des suffrages exprimés, 28 sièges) sur celles conduites respectivement par Christian Lefèvre (496 voix, 16,09 % des suffrages exprimés, 2 sièges), James Pelle (339 voix, 11 % des suffrages exprimés, 2 sièges) et Gilles Borck (299 voix, 9,70 % des suffrages exprimés, 1 siège).

### Liste des maires
| Période         | Période                       | Identité            | Étiquette    | Qualité |
| --------------- | ----------------------------- | ------------------- | ------------ | --- |
| avril 1945      | 1983                          | Paulette Billa      | SFIO puis PS | Maraîchère, secrétaire Résistante Conseillère municipale (1944 → 1945) Chevalier de la Légion d'honneur Commandeur de l'ordre national du Mérite                                                                                          |
| 1983            | 1995                          | Guy Bazard,         | RPR          | Suppléant du député Jean Falala, |
| 1995            | mars 2015,                    | Jean-Pierre Fortuné | RPR puis UMP | Adjoint au maire (1983 → 1995) Suppléant du député Jean Falala Directeur d'une société de transports Conseiller général de Reims-1 (2004 → 2015) vice-président de la CA puis de la CU Reims Métropole (2014 → ) Élection annulée en 2015 |
| mars 2015,      | août 2015                     | Maurice Benoist     |              | Juge du tribunal de commerce Directeur de l'Effort rémois Maire-adjoint (2015 →) Démissionnaire pour permettre la réélection de J. P. Fortuné                                                                                             |
| septembre 2015, | En cours (au 11 juillet 2020) | Jean-Pierre Fortuné | LR           | Directeur d'une société de transports Conseiller départemental de Reims-4 (2015 → 2016 et 2016, → ) Vice-président de la CA puis de la CC Reims Métropole (2015 → ) Réélu pour le mandat 2020-2026                                        |

### Distinctions et labels
La ville participe au Concours des villes et villages fleuris : en 2000, en 2001, en 2003[réf. nécessaire].

### Politique de développement durable
Tinqueux compte 54 hectares d'espaces verts, soit plus de 10 % de sa superficie totale. Il s'agit de parcs, de jardins, de grands espaces aménagés, d'îlots de verdure disséminés dans les lotissements. Il existe 5 parcs : le parc André-Bridoux (0,25 ha, 1975), le parc de la Croix-Cordier, le parc de la Muire (14 ha), le parc du Champ-Paveau (5 ha, 1986) et le parc de la Cure-d'Air[réf. nécessaire].

### Jumelages
Leimen (Allemagne) depuis 1966
La signature du contrat de jumelage a eu lieu le 1er octobre 1966 à Leimen, puis à Tinqueux le 3 juin 1967. En 1969, la ville de Leimen baptisa une rue au nom de Tinqueux Allee. En réponse, la ville de Tinqueux baptisa sa nouvelle école maternelle Leimen. Cette école a d’ailleurs été fermée en 2004 pour raison démographique. Chaque année, une des deux villes accueille par alternance les journées de l’amitié qui réunissent environ 300 personnes.
 Myślenice (Pologne) depuis 2005[réf. nécessaire]
En 1986, le concert à Myślenice du groupe folklorique aquatintien les Krakowiacy marque le début de relations fructueuses entre les deux villes. En 2005, le concert de la chorale du Val-de-Muire à la Maison de la culture de Myślenice, précédera de peu la délégation aquatintienne chargée de la signature du contrat de jumelage. Le marché de Noël polonais de Tinqueux, créé en 1995, prend désormais tout son sens.

## Population et société

### Démographie
L'évolution du nombre d'habitants est connue à travers les recensements de la population effectués dans la commune depuis 1793. Pour les communes de plus de 10 000 habitants les recensements ont lieu chaque année à la suite d'une enquête par sondage auprès d'un échantillon d'adresses représentant 8 % de leurs logements, contrairement aux autres communes qui ont un recensement réel tous les cinq ans,.

En 2022, la commune comptait 10 662 habitants, en évolution de +5,61 % par rapport à 2016 (Marne : −1,19 %, France hors Mayotte : +2,11 %).
| 1793 | 1800 | 1806 | 1821 | 1831 | 1836 | 1841 | 1846 | 1851 |
| ---- | ---- | ---- | ---- | ---- | ---- | ---- | ---- | ---- |
| 34   | 43   | 63   | 58   | 78   | 95   | 271  | 448  | 412  |

| 1856 | 1861 | 1866 | 1872 | 1876 | 1881 | 1886 | 1891 | 1896 |
| ---- | ---- | ---- | ---- | ---- | ---- | ---- | ---- | ---- |
| 434  | 334  | 442  | 498  | 452  | 477  | 440  | 454  | 458  |

| 1901 | 1906 | 1911 | 1921 | 1926  | 1931  | 1936  | 1946  | 1954  |
| ---- | ---- | ---- | ---- | ----- | ----- | ----- | ----- | ----- |
| 451  | 497  | 481  | 514  | 1 616 | 1 619 | 1 615 | 1 650 | 1 811 |

| 1962  | 1968  | 1975  | 1982  | 1990   | 1999   | 2006   | 2011   | 2016   |
| ----- | ----- | ----- | ----- | ------ | ------ | ------ | ------ | ------ |
| 3 465 | 7 394 | 8 615 | 8 014 | 10 154 | 10 083 | 10 061 | 10 061 | 10 096 |

| 2021   | 2022   | - | - | - | - | - | - | - |
| ------ | ------ | - | - | - | - | - | - | - |
| 10 552 | 10 662 | - | - | - | - | - | - | - |

### Enseignement
- Maternelles : école Jean-Moulin, école Beauséjour, école Diderot, école Marcel-Pagnol, école Leïmen (fermée et détruite).
- Primaires : école Jean-Moulin, école Beauséjour, école Pont-de-Muire (première école de la ville, bâtie en 1933).
- Collège : collège Paulette-Billa (cycle général, SEGPA, ULIS) (ex-collège Paul-Éluard).
- Lycée : lycée polyvalent Georges-Brière (fusion du LP Croix-Cordier et du lycée Val-de-Murigny)

### Équipements culturels

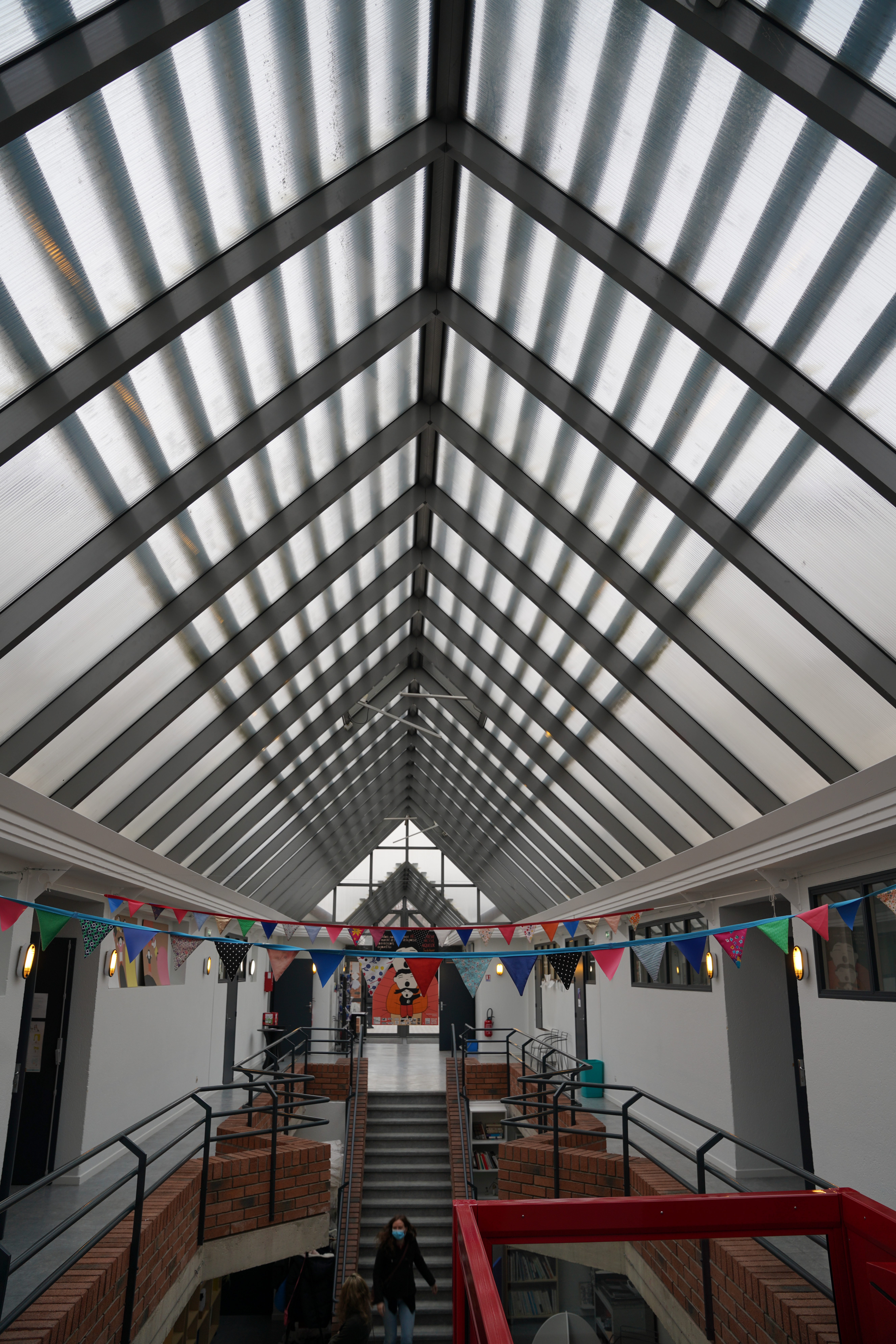
Centre de Créations pour l'Enfance - Maison de la poésie.

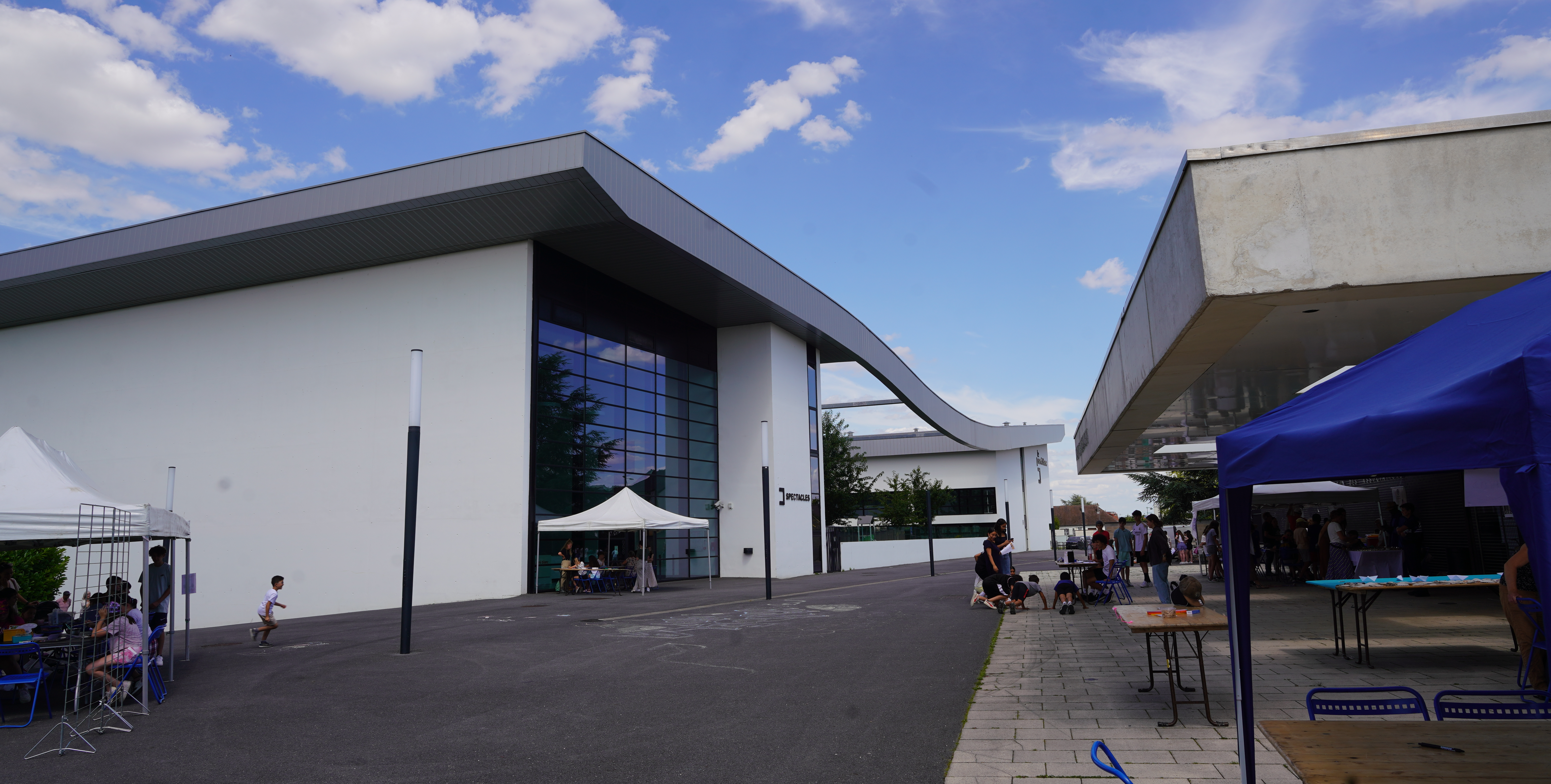
La Carré blanc et la Maison des associations.

- Le Carré Blanc regroupe une médiathèque, un hall d'exposition et une salle de spectacles de 300 places[51].
- Le Centre de Créations pour l'Enfance, Centre Culturel - Maison de la poésie : il a pour but, depuis 1960, de favoriser l'accès du plus grand nombre aux pratiques artistiques et culturelles[52].
- Le Kabaret - Champagne Music-Hall qui est une salle de spectacles d'environ 650 places permet d'améliorer la notoriété de la commune de Tinqueux.
- A L'Espace Champenois, salle de réception pour 150 personnes, thés dansants tous les jeudis et dimanches après-midi et à partir du vendredi soir des soirées à thèmes.

### Manifestations culturelles et festivités

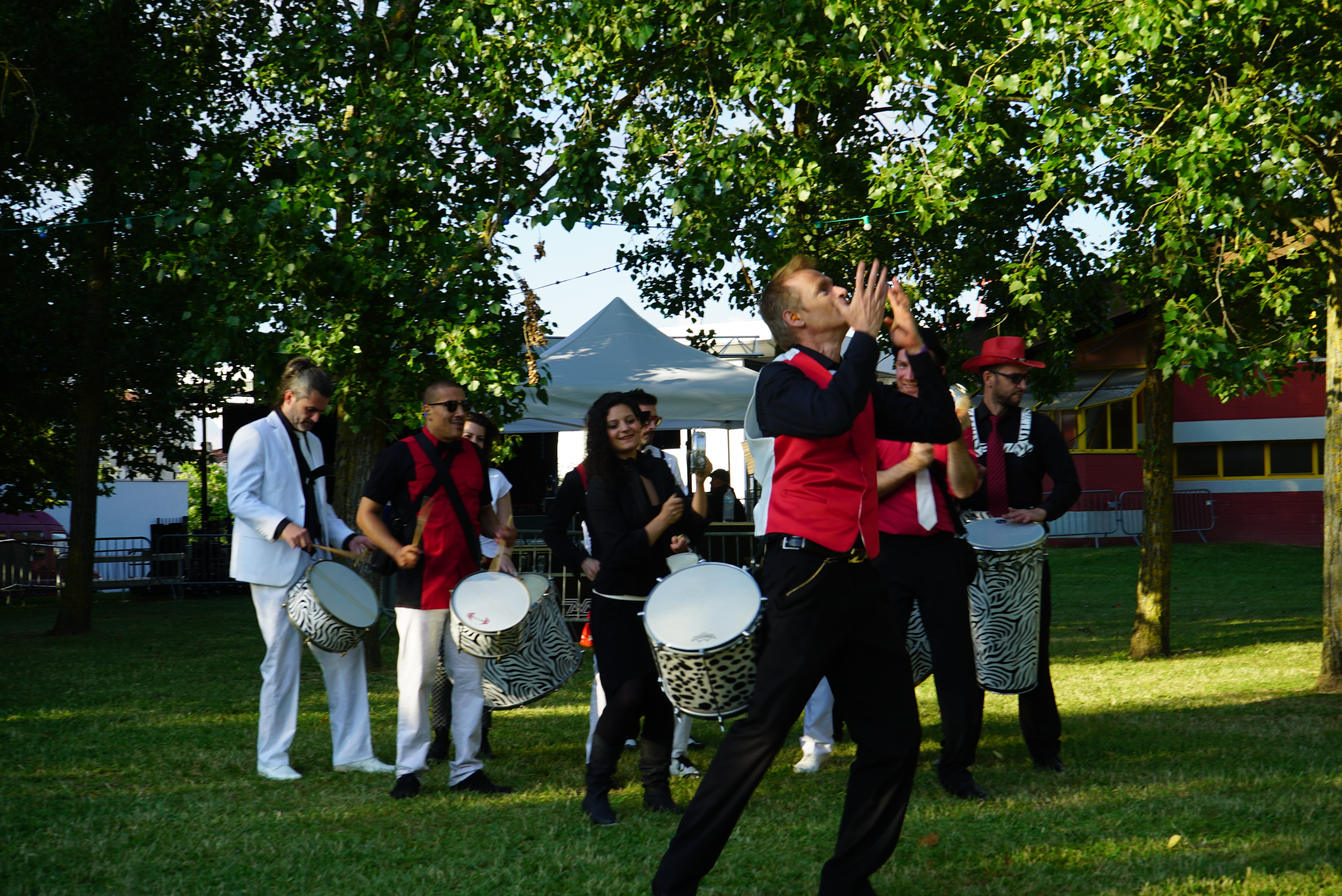
Au parc Croix-Cordier.

Le milieu associatif est présent à Tinqueux, des activités et domaines différents sont abordés.
Une Maison des Associations met à disposition des structures d'accueil pour les réunions, permanences et activités.
Un programme de spectacles éclectique est proposé depuis quelques années par la municipalité :
Les Estivales ; musiques variées : rock, jazz, chanson, théâtre de rue pour des publics jeune et moins jeune ; avec pour point de départ la fête de la musique et qui se clôture par un grand concert le 14 juillet dans le parc Croix-Cordier.
▼ Associations installées et actant à Tinqueux (liste non exhaustive).
| thème            | associations |
| ---------------- | --- |
| quartier         | Ass. du Champ Paveau |
| sport            | Club Aquatintien de Football, EKS arts martiaux, Le Cochonnet Aquatintien, Tennis Champ Paveau, Capoeira, Sporting Club de Tinqueux, ASA Basket, ASA Cyclisme, Badminton Association Dynamique Tinqueux (BADT). |
| 3e âge           | Union Nationale des Retraités et des Personnes Âgées, Comité des cheveux Blancs, Club du 3e âge |
| culture          | Centre Culturel-Centre de Créations pour l'Enfance, Aquatinsong, Ass. Musicologique et Scenique Aquatintienne, Ass. Chorale et Théâtre du Val de Muire, Indepedenziart                                          |
| divers           | Aquatintien Moto Club, Big Rezo, Le R.E.F.U.G.E des Passions, Amicale franco-polonaise, Bulldog's Oldschool Factory association d'anciens joueurs de Roller-hockey                                              |
| parents d'élèves | FCPE : Fédérations des Conseils de Parents d'Élèves |

▼ Manifestations aquatintiennes récurrentes (liste non exhaustive).
| mois         | création | type      | manifestation                    | remarques        |
| ------------ | -------- | --------- | -------------------------------- | ---------------- |
| mars         | 2005     | sport     | Duathlon de Tinqueux             | 150 participants |
| avril        | 1995     | commerce  | Marché aux Puces de Tinqueux     | 270 exposants    |
| Juin-Juillet | 2007     | musique   | Estivales aquatintiennes         | concerts         |
| septembre    | 1990     | sport     | Semi-marathon de Tinqueux        | 700 participants |
| octobre      | 2004     | spectacle | Festival de l'Humour de Tinqueux | 750 spectateurs  |
| décembre     | 1995     | commerce  | Marché de Noël polonais          |                  |

### Sports

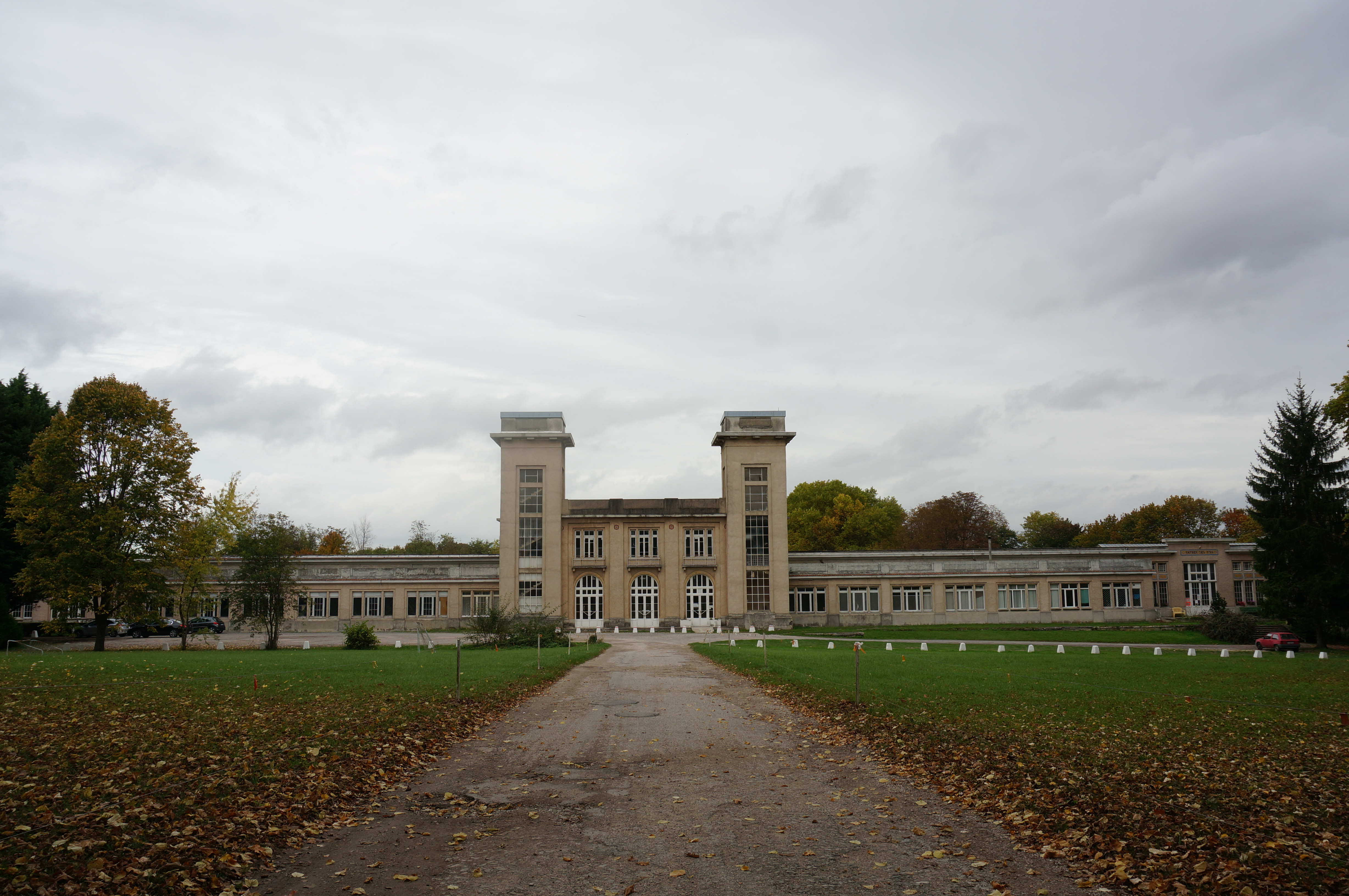
Entrée de l'ancienne société de tir avenue du 29-Aôut, bâtiment classé.

Six terrains et un stade de football (1 terrain synthétique), 4 gymnases, 14 courts de tennis, un boulodrome, un centre équestre, un stand de tir (arc, pistolet, fusil)[réf. nécessaire].

### Cultes
- Culte catholique : église Sainte-Bernadette.
- Culte protestant adventiste : église Saint-Pierre.

## Économie
Dans la seconde partie du XXe siècle, l'urbanisation et la construction de l'autoroute A4 permirent un développement économique majeur. L'activité maraîchère, qui était historiquement dominante, subit un déclin au profit des activités industrielles, commerciales et hôtelières. Il existe quatre zones industrielles : Moulin-de-l'Ecaille, route de Soissons, Mont-Saint-Pierre et Champ Paveau.
Taux de chômage : 10,2 % (Insee 1999)
Revenus moyens par ménages : 19 181 €/an (Insee 1999)
◄ Répartition des catégories socio-professionnelle de la population active (source : Insee 1999).

## Culture locale et patrimoine

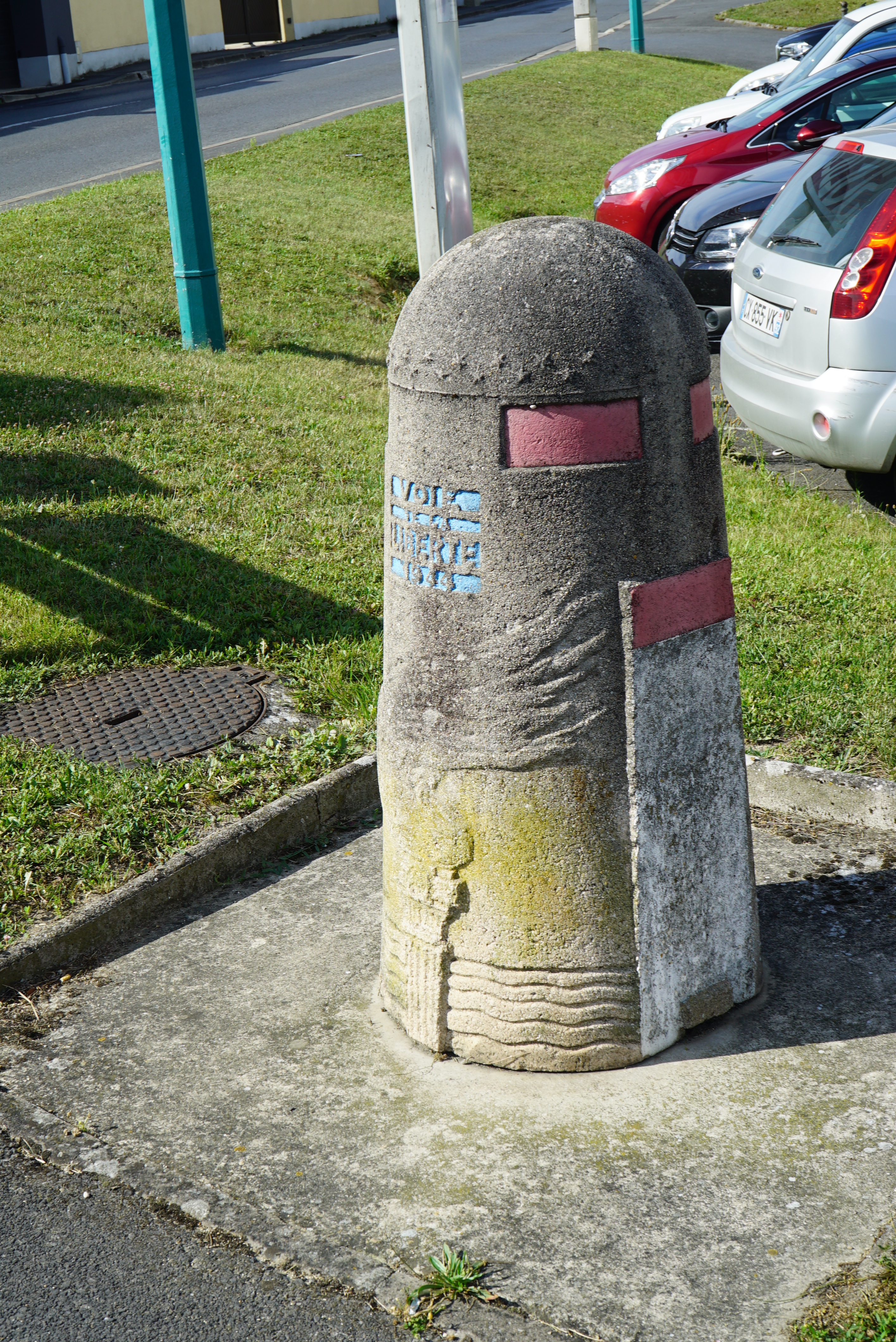
Borne de la Voie de la Liberté.
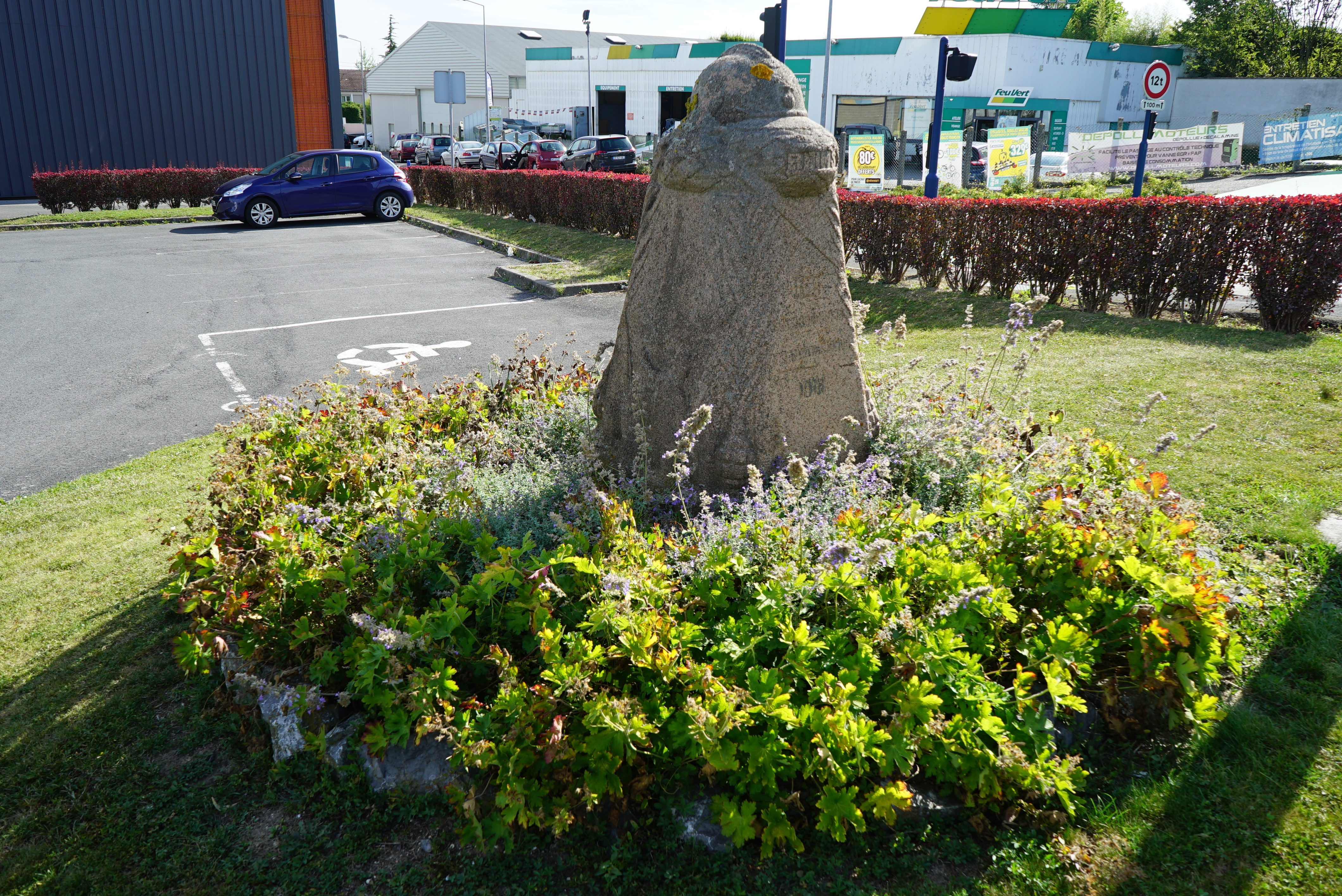
Borne Vauthier.
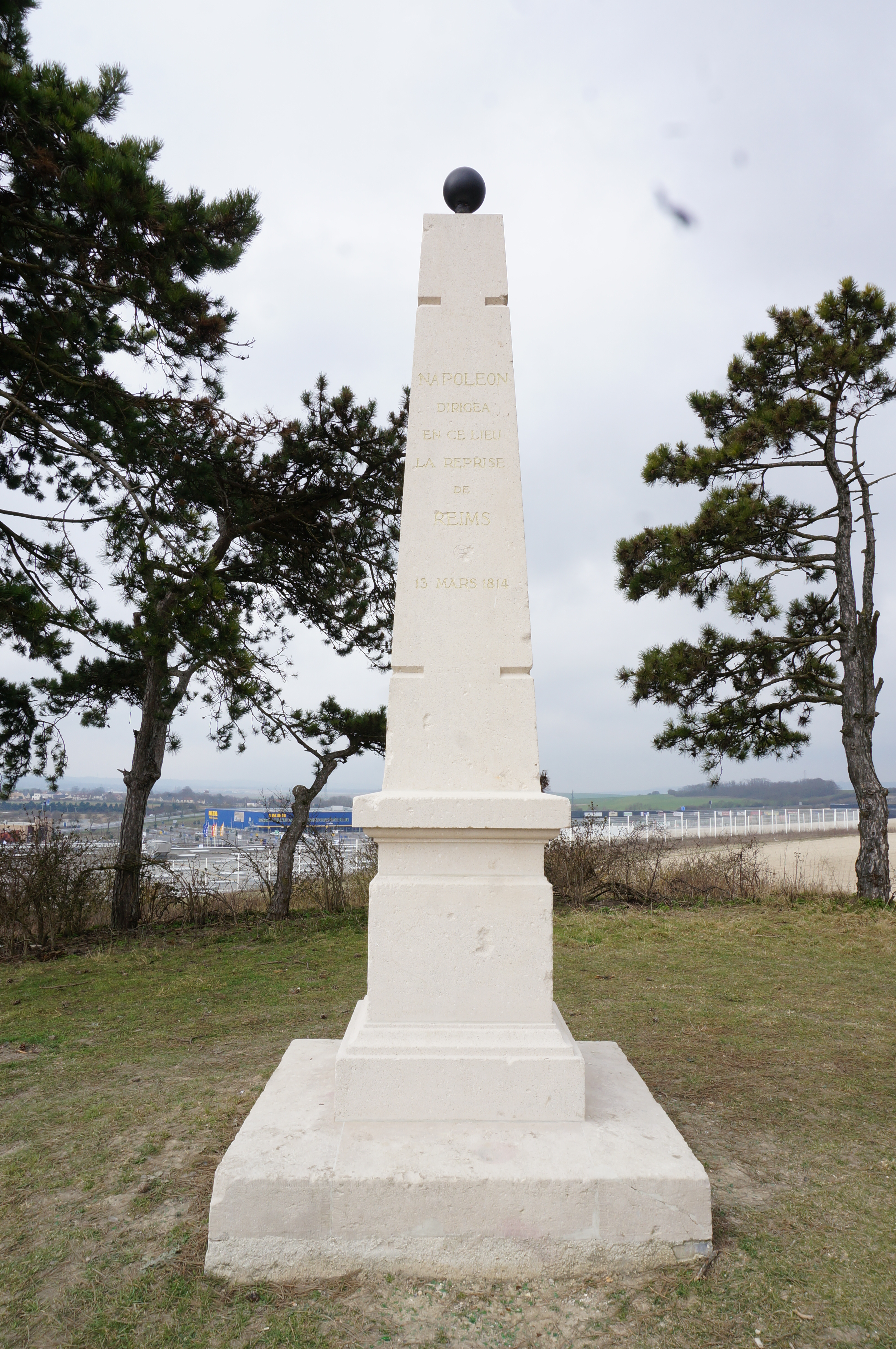
D'ici Napoléon commandait la bataille de Reims.
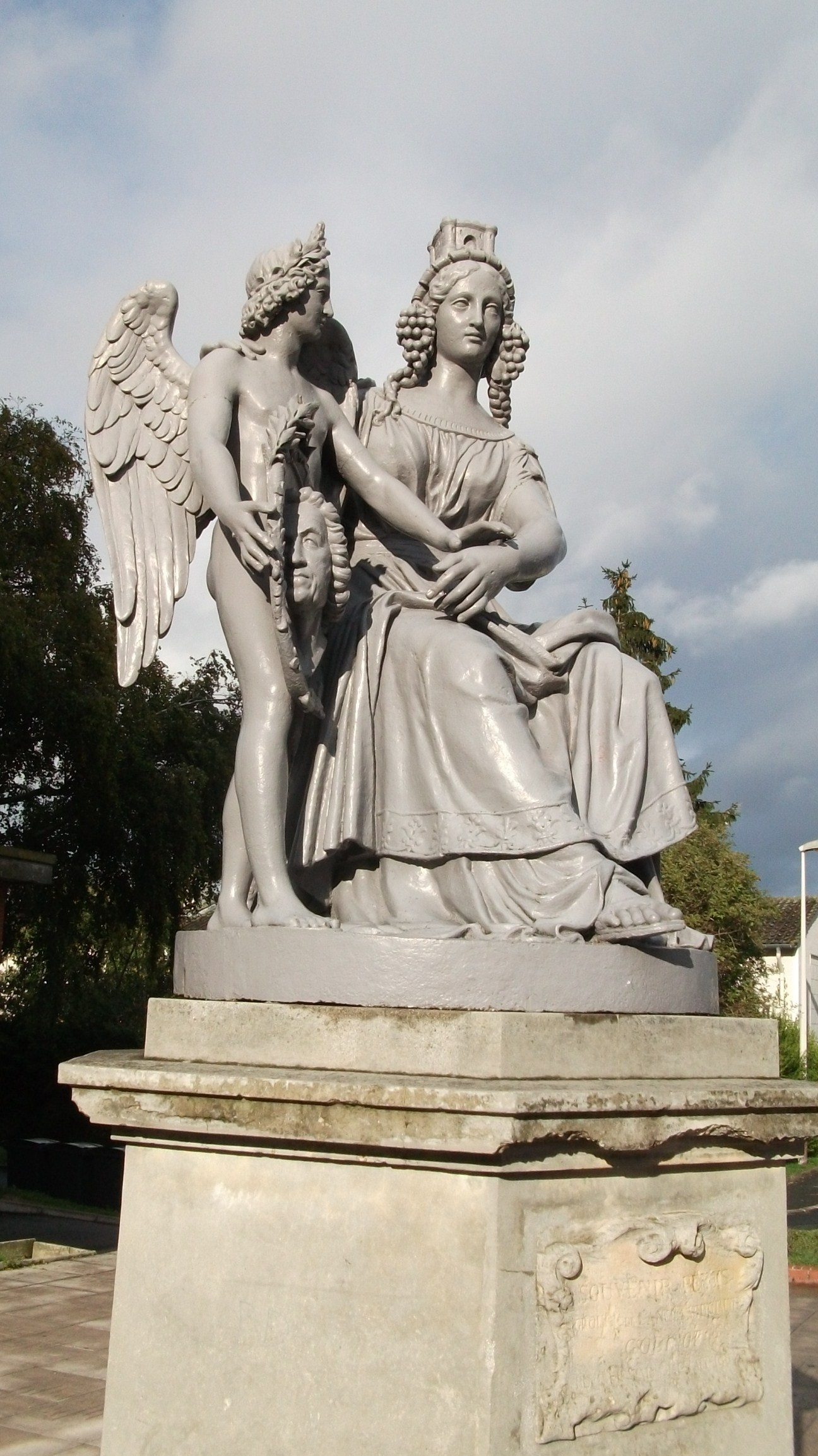
Groupe de l'ange de la fontaine Godinot, 1904, Tinqueux.

### Lieux et monuments
- Les monuments intéressants de la ville sont : les églises Sainte-Bernadette et Saint-Pierre, une statue de bronze (rue Bonaparte, Comperot 1964).
- Le monument du Mont-Saint-Pierre, lieu d'où Napoléon dirigeait la bataille de Reims.
- La ville a été sélectionnée par le Comité départemental du tourisme de la Marne pour faire partie de deux des Routes touristiques du Champagne :
  - circuit Massif de Saint-Thierry,
  - circuit Montagne de Reims.
- Tinqueux est également traversée par la Voie de la Liberté depuis la libération de la ville, le 30 août 1944. Un circuit fleuri a aussi été mis en place par la municipalité pour les promeneurs.

### Héraldique

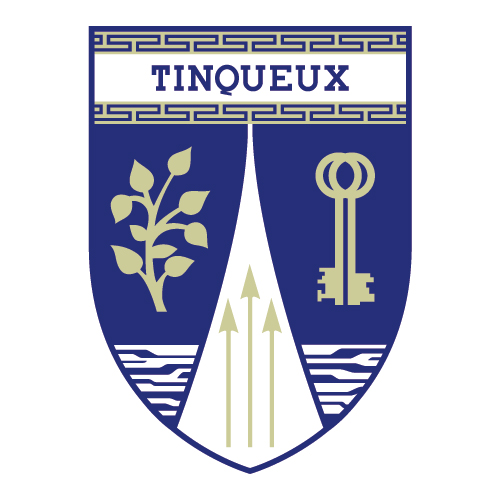
Armoiries anciennes de la ville.

Même s'il n'est plus utilisé par les services municipaux, il s'agit de l’emblème historique de la ville.
Ces armoiries sont encore visibles par endroits, notamment sur les anciennes plaques de rues.
Les cannelures encadrant le nom de la commune symbolisent l'appartenance au département de la Marne.
Le végétal à gauche est une branche d’orme, un arbre autrefois très présent dans le paysage aquatintien.
Les clefs à droite symbolisent celles de l’église Saint-Pierre de Tinqueux, l'un des plus anciens bâtiments de la ville.
Les trois flèches centrales ainsi que les deux zones aqueuses stylisées rappellent la fondation de la cité, bâtis sur des sols marécageux.
Le logotype actuel est un ensemble géométrique abstrait ayant pour objectif de valoriser les atouts de la ville.

## Pour approfondir